# Río Sixaola
El río Sixaola es un río que desemboca en la vertiente del mar Caribe y parte de su cauce sirve de frontera entre las repúblicas de Panamá y Costa Rica. Tiene 146 km de largo y es el río principal de la cuenca del Sixaola con 509 km²; dentro de dicha cuenca tiene como afluentes del lado panameño los ríos Yorkin, Scui, Katsi y Uren; y en el lado costarrricense los ríos Banana, Telire, Coen, Lari y Urión.

## Política
De conformidad con el tratado Echandi-Fernández de 1941, ambos países tienen derecho de libre navegación en el río Sixaola y la línea limítrofe corre por el centro del cauce.

## Geografía
El río Sixaola se forma por la confluencia de varios afluentes, entre ellos el Tarire, el Yorkín y otros. Su nombre proviene del idioma indígena de la región y, en algunas fuentes históricas, aparece mencionado como Sigsaula o Sixaula.

## Historia
En la margen derecha del Sixaola, en territorios hoy pertenecientes a la República de Panamá, estuvieron las efímeras ciudades de Badajoz (1540), fundada por Hernán Sánchez de Badajoz, y de Santiago de Talamanca (1605-1610), fundada por Diego de Sojo y Peñaranda y cabecera de la también efímera Provincia del Duy y Mexicanos (1610). Dicho pueblo fue fundado para hacer expediciones al valle de Duy y a la cuenca del río Changuinola en el lado panameño. Fue incendiada en 1610 por los indígenas debido a los maltratos que hacían los españoles en la zona.

## Galería
|                                                                    |
| Vista satelital del Sixaola y su desembocadura (centro izquierda). |

|                                                                   |
| Antiguo puente fronterizo sobre el Sixaola, desmantelado en 2021. |

|                                                                                          |
| Nuevo puente fronterizo sobre el Sixaola, entre Costa Rica y Panamá, inaugurado en 2021. |

|                                             |
| Río Sixaola a la altura de su cuenca media. |

- Datos: Q1742111
- Multimedia: Río Sixaola / Q1742111